# うたいましょうききましょう
『うたいましょう ききましょう』は、1955年4月18日から1960年7月16日までNHKテレビジョン → NHK総合テレビジョンで、1959年1月22日から1974年3月13日までNHK教育テレビジョンで放送されていた小学校低学年向けの学校放送（教科：音楽）である。

## 概要
1970年4月からはカラー放送になった。

## 放送時間
いずれも日本標準時、別の時間帯での再放送あり。当初は不定期放送で、同じ時間帯に放送されていた別の不定期番組と交互に放送という形を取っていた。

### 不定期番組時代
| 期間                           | 放送時間                                                               |
| ------------------------------ | ---------------------------------------------------------------------- |
| 1955年4月18日 - 1956年2月20日  | 月曜日 11:35 - 11:55                                                   |
| 1956年4月10日 - 1956年12月18日 | 火曜日 11:30 - 11:50                                                   |
| 1957年1月24日 - 1957年7月4日   | 木曜日 11:30 - 11:50                                                   |
| 1957年9月19日 - 1958年2月27日  | 木曜日 11:10 - 11:30                                                   |
| 1958年4月24日 - 1959年3月5日   | 木曜日 11:00 - 11:15                                                   |
| 1960年4月9日 - 1961年3月11日   | 土曜日 11:00 - 11:15 『かきましょう つくりましょう』と一週交替で放送。 |
| 1961年4月12日 - 1962年3月14日  | 水曜日 10:40 - 11:00 『かきましょう つくりましょう』と一週交替で放送。 |

### レギュラー番組時代
| 期間                          | 放送時間                                                      |
| ----------------------------- | ------------------------------------------------------------- |
| 1962年4月12日 - 1964年3月19日 | 木曜日 10:00 - 10:20                                          |
| 1964年4月8日 - 1969年3月19日  | 水曜日 11:00 - 11:20 1969年4月2日の再放送もこの時間帯で実施。 |
| 1969年4月9日 - 1974年3月13日  | 水曜日 10:45 - 11:00 1974年4月3日の再放送もこの時間帯で実施。 |

## 出演者
- 松田トシ（1955年度）
- 安西愛子（1955年度）
- 関萠子（1955年度 - 1958年度）
- 古江綾子（1958年度）
- 桑田絲子（1960年度） - 「桑田糸子」名義でクレジットされている回もあり。
- 実方恵美子（1960年度）
- 片岡和賀代（1961年度）
- 小野光子（1962年度 - 1965年度） - 「小野みつこ」名義でクレジットされている回もあり。
- 小野純子（1963年度）
- 宍倉正信（1963年度 - 1972年度）
- 松田つづる（1963年度）
- 古江綾子（1965年度 - 1971年度）[2]
- 小田紀子（1971年度）
- 三林輝夫（1971年度）
- 松尾篤興（1971年度）
- 山田健司（1972年度）
- 浅井正子（1972年度 - 1973年度）

## スタッフ
- 構成 - 久保淸志[3]